# 保荐代表人
保荐代表人是中国股票发行市场的负有保荐责任的个人。在中国首次公开发行股票、上市公司发行新股、可转换公司债券及证监会认定的其他情形，均需要2个保荐代表人在项目文件上签字，才有资格向证监会报送发行申报文件。

## 监管机构
中国证监会对保荐机构和保荐代表人进行监管。中国证券业协会负责保荐代表人资格考试管理。

## 发展
监管机构对资格考试采取严格限制通过率的措施。证券公司必须拥有4名以上保荐代表人方可从事保荐业务，使得保荐代表人成为中国证券市场的稀缺人群，刚推出保荐代表人制度的前几年其年薪均在人民币100万以上，远高于证券公司一般员工。但随着监管机构对保荐代表人考试由每年一次考试变为两次考试、符合特定条件的保荐代表人可以“双签”、以及取消了必须在境内发行证券项目担任协办人的要求等相关规定出台后，保荐代表人的稀缺性已经越来越小，目前（2023年6月）其平均薪酬相较于一般证券公司投资银行部员工略高。